# آکسیون آنتی‌فاشیستی
آکسیون آنتی‌فاشیستی یا Antifaschistische Aktion (آلمانی: [ˌantifaˈʃɪstɪʃə ʔakˈtsi̯o:n]) یک سازمان ضد فاشیستی شبه‌نظامی در جمهوری وایمار بود که توسط اعضای حزب کمونیست آلمان (KPD) که از سال ۱۹۳۲ تا ۱۹۳۳ فعالیت داشت، ایجاد شد. این گروه درطول مبارزات انتخابانی حزب کمونیست آلمان در جریان انتخابات فدرال آلمان در سال ۱۹۳۲ شروع به فعالیت کرد و توسط این حزب به عنوان "جبهه متحد سرخ تحت رهبری تنها حزب ضد فاشیست، حزب کمونیست آلمان" توصیف می‌شد.
در دوران پس از جنگ، این سازمان الهام‌بخش گروه‌ها و سازمان‌های جدیدتری همانند آنتیفا شد، که بسیاری از آنها از نمادهای آکسیون آنتی‌فاشیستی، به ویژه پرچم و نسخه اصلاح شده آرم آن استفاده می‌کنند. در طول جنگ سرد، Antifaschistische Aktion هم در آلمان شرقی و هم در آلمان غربی فعالیت داشت. در آلمان شرقی، حزب کمونیست جمهوری دموکراتیک آلمان (KPD) میراث دار این جنبش بود که بعد از جنگ با نام حزب اتحاد سوسیالیست آلمان حزب حاکم در آلمان شرقی شد. در آلمان غربی، نمادهای آن ابتدا توسط مائوئیست‌ها و بعدها در دهه هفتاد توسط اتونومیست‌ها بکار رفت.

## پیش‌زمینه

«پیش ما بیا»، پوستر ۱۹۳۲

از اواخر دهه ۱۹۲۰ و اوایل دهه ۱۹۳۰ تنش‌ها عمدتاً بین حزب کمونیست آلمان (KPD) از یک طرف، حزب نازی در طرف دیگر و همچنین با ائتلافی از احزاب حاکم، عمدتاً سوسیال دموکرات‌ها و لیبرال‌ها افزایش پیدا کرده بود. این حزب‌ها،‌ بزرگ‌ترین حزب‌های آلمان در آن دهه بودند.  در آن دوره برلین محل درگیری‌های متداوم و در اغلب موارد بسیار خشونت‌آمیز بود. کمونیست‌ها و نازی‌ها صریحاً درصدد براندازی دموکراسی لیبرال جمهوری وایمار بودند در حالی که سوسیال دموکرات‌ها و لیبرال‌ها به شدت از جمهوری و قانون اساسی آن دفاع می‌کردند. برای تقویت مواضع خود در مبارزه، هر سه جناح به سازماندهی گروه‌های شبه نظامی وابسته به خود پرداختند.

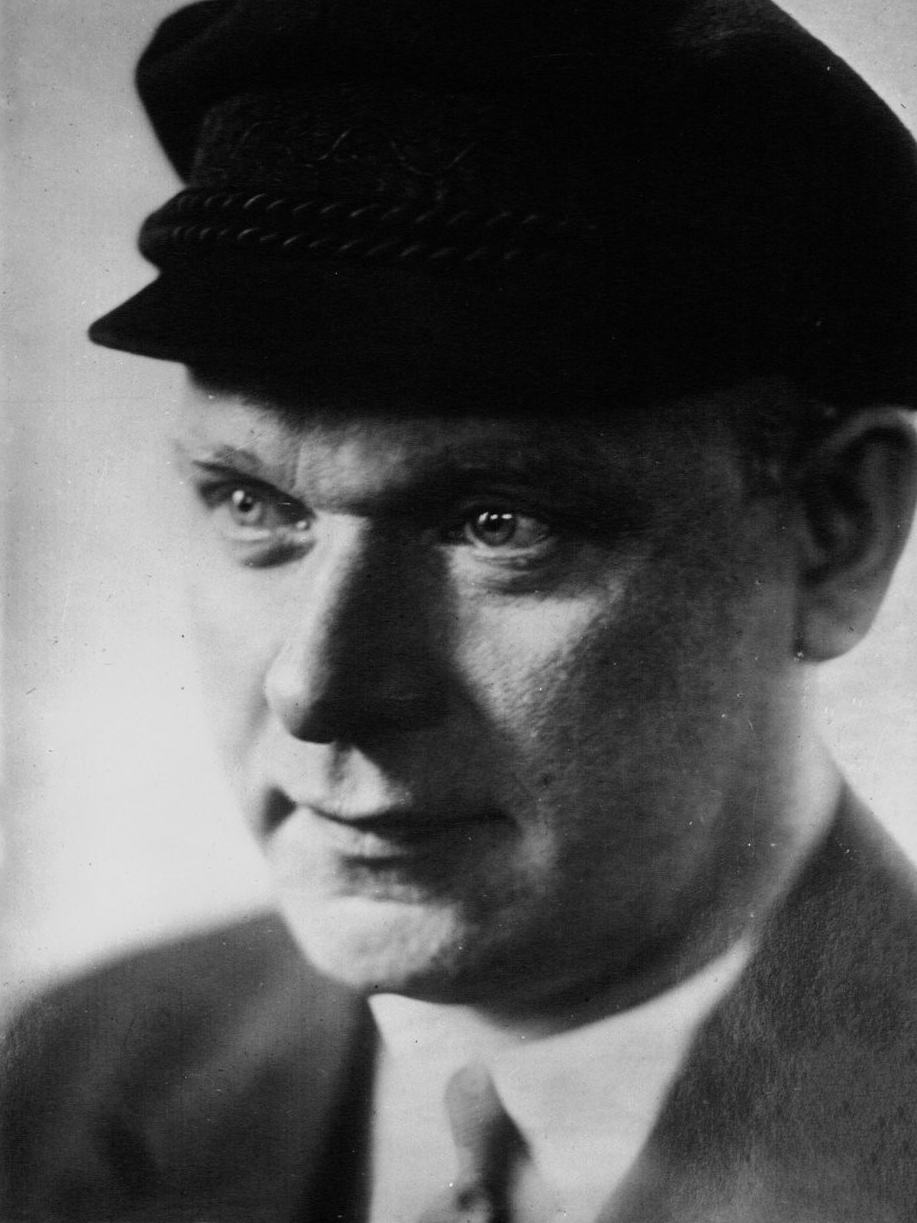
تحت رهبری ارنست تلمان، حزب کمونیست آلمان به یک حزب به شدت استالینیستی تبدیل شده بود و حزب سوسیال دموکرات آلمان را هم به عنوان دشمن اصلی خود و هم به عنوان "سوسیال فاشیست" در نظر گرفت.

حزب کمونیست آلمان تحت رهبری ارنست تلمان به یک حزب استالینی تبدیل شده بود که به شدت به دولت شوروی وفادار بود. از سال ۱۹۲۸، حزب کمونیست تا حد زیادی توسط دولت شوروی از طریق کمینترن کنترل و تأمین می‌شد. تا سال ۱۹۲۸، این حزب یک سیاست متحد را در همکاری با احزاب سوسیالیست و سایر گروه‌های طبقه کارگر در مبارزه با فاشیسم دنبال می‌کرد. در همین دوره، در سال ۱۹۲۴، لیگ مبارزان جبهه سرخ (Roter Frontkämpferbund)، سازمان شبه نظامی و تبلیغاتی حزب کمونیست آلمان و اولین جبهه ضد فاشیست تشکیل شد این گروه در بسیاری از موارد با پلیس وارد درگیری می‌شد.
با این حال، پس از چرخش ناگهانی کمینترن به سمت چپ در دوره سوم خود از ۱۹۲۸، حزب کمونیست آلمان، حزب سوسیال دموکرات (SPD) را به عنوان دشمن اصلی خود در نظر گرفت و این موضع را اتخاذ کرد که حزب سوسیال دموکرات حزب اصلی فاشیست در آلمان است. این بر اساس نظریه سوسیال فاشیسم بود که توسط ژوزف استالین اعلام شده بود و در اواخر دهه ۱۹۲۰ و اوایل دهه ۱۹۳۰ توسط کمینترن پشتیبانی می‌شد، که معتقد بود سوسیال دموکراسی نوعی فاشیسم است. در نتیجه، حزب کمونیست آلمان معتقد بود که این حزب «تنها حزب ضد فاشیست» در آلمان است و اظهار داشت که "مبارزه با فاشیسم به همان معنی جنگ با حزب سوسیال دموکرات و به همان معنی جنگ با هیتلر و برونینگ است." اصطلاح فاشیسم در ابتدا از دیدگاه حزب کمونیست آلمان و اتحاد شوروی بیشتر از اینکه به حزب نازی یا حزب فاشیست ایتالیا مربوط باشد، وابستگی معنایی به آخرین مراحل سرمایه‌داری داشت و طیف معنایی وسیعی را در بر می‌گرفت.
در سال ۱۹۲۹، جبهه سرخ پس از تشدید درگیری‌ها در تجمع در اول ماه مه در برلین، که به کشته شدن ۳۳ غیرنظامی توسط پلیس برلین انجامید، تحت عنوان گروهی افراطی ممنوع شد. ۱ ماه مه ۱۹۲۹ خونین‌ترین روز جهانی کارگر در تاریخ آلمان است. در سال ۱۹۳۰، حزب کمونیست آلمان عملاً جانشین خود را تأسیس کرد، که با عنوان اتحاد مبارزاتی علیه فاشیسم شناخته می‌شد. در اواخر سال ۱۹۳۱، واحدهای محلی Roter Massenselbstschutz (دفاع از خود برای توده سرخ) توسط اعضای اتحادیه مبارزاتی، به عنوان ساختارهایی خودمختار و سازمان یافته زیر نظر - اما خارج از سازمان رسمی - حزب کمونیست آلمان به عنوان بخشی از سیاست یکپارچه حزب برای همکاری با سایر گروه‌های طبقه کارگر یا به تعبیر حزب برای شکست دادن فاشیسم بکار گرفته شدند.
حزب کمونیست آلمان در دوره سوم فعالیت خود استراتژی مبهمی را در قبال حزب نازی اعمال می‌کرد. از یک سو کمونیست‌ها حزب نازی رو بعنوان حزبی فاشیست در نظر می‌گرفتند و از سویی دیگر با استفاده از شعارهای ملی‌گرایانه سعی در جذب اشتراسریست‌ها داشتند. اشتراسریست‌ها ملی‌گرایانی افراطی و از گروه‌های نازی بودند که با هر گونه مالکیت خصوصی مخالف بودند تظاهرکنندگان حزب کمونیست گاهی به‌طور مشترک با تظاهرکنندگان نازی بر ضد حزب سوسیال دموکرات آلمان شعار می‌دادند. در سال ۱۹۳۱ حزب کمونیست آلمان در تلاشی ناموفق سعی کرد با همکاری حزب نازی (که در آن زمان آنان‌ را رفقای طبقه کارگر می‌نامیدند) حزب سوسیال دموکرات را از طریق یک همه‌پرسی سرنگون کند
شکل‌گیری آکسیون آنتی‌فاشیستی در سال ۱۹۳۲ نشانگر تغییر در جهت‌گیری کمونیست‌های آلمان از سیاست‌های دوره سوم بود، زیرا کمونیست‌های سرانجام به این نتیجه رسیده بودند که باید فاشیسم نازی را به عنوان تهدید جدی‌تری بشناسند. (دو پرچم قرمز بر روی آرم آکسیون آنتی‌فاشیست در آن دوره، نماد کمونیست‌ها در اتحاد با سوسیالیست‌ها بود)، که به اتخاذ سیاست جبهه مردمی اتحاد ضد فاشیست با گروه‌های غیر کمونیست در سالهای ۱۹۳۴ و ۱۹۳۵ منتهی شد. در اقدامی متقابل، در اکتبر ۱۹۳۱ ائتلافی از احزاب راست‌گرا و راست افراطی، جبهه هارتسبورگ را تأسیس کردند که مخالف دولت هاینریش برونینگ از حزب مرکزی آلمان بود. در پاسخ، حزب سوسیال دموکرات و گروه‌های وابسته یه آن، جبهه آهنین را تأسیس کردند که می‌خواست از لیبرال دموکراسی و قانون اساسی جمهوری وایمار دفاع کند. در این هنگام آکسیون آنتی‌فاشیستی تا حدی در واکنش به تأسیس جبهه آهنین از سوی حزب سوسیال دموکرات تأسیس شد که حزب کمونیست آن را «سازمان ترور سوسیالیست فاشیست» می‌خواند. با این حال، از اواسط دهه ۱۹۳۰، اصطلاح آنتی‌فاشیست وارد کلمات کاربردی شوروی، کمینترن و حزب کمونیست آلمان شد، زیرا در آن زمان به کمونیست‌هایی که به رقبای سوسیال دموکرات خود حمله می‌کردند گفته شده بود که راه خود را تغییر دهند و با آنها علیه خطر فاشیسم همکاری کنند.

## استقرار

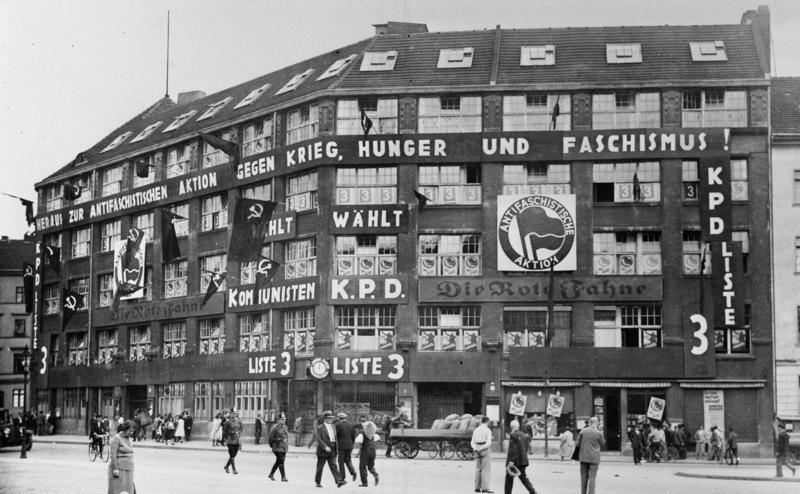
کارل لیبکنشت-هاوس، ستاد حزب کمونیست آلمان در سال‌های ۱۹۲۶–۱۹۳۳ که در روی آن آرم آکسیون آنتی‌فاشیستی را می‌توان دید

پس از درگیری در پارلمان ایالتی پروس بین اعضای حزب نازی و حزب کمونیست که منجر به مجروحیت شدید هشت نفر شد، حزب کمونیست تحت رهبری تلمان نسبت به تأسیس جبهه هارتسبورگ و جبهه آهنین واکنش نشان داد و خواستار اتحاد نیروهای وابسته به خود شد. جبهه ای که اندکی پس از آن به Antifaschistische Aktion یا آکسیون آنتی‌فاشیستی تغییر نام دادند.
حزب کمونیست رسماً تأسیس آکسیون آنتی‌فاشیستی را در روزنامه حزب Die Rote Fahne (پرچم سرخ) در ۲۶ مه ۱۹۳۲ اعلام کرد. سازمان جدید بر اساس یک جبهه کمونیستی بنا شده بود، اما همچنان بخشی جدایی ناپذیر از حزب کمونیست بود. حزب کمونیست آکسیون آنتی‌فاشیستی را "جبهه متحد سرخ تحت رهبری تنها حزب ضد فاشیسم، حزب کمونیست" توصیف کرد.

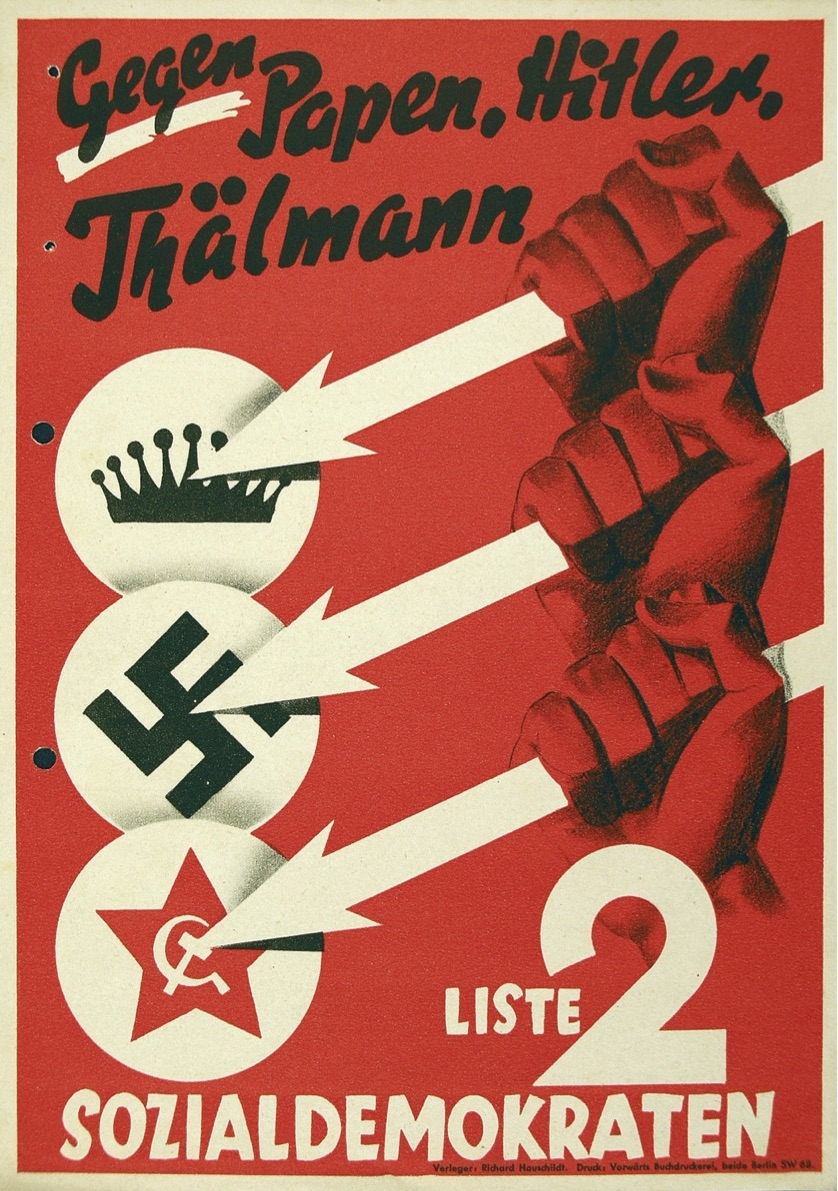
پوستر انتخاباتی حزب سوسیال دموکرات آلمان در سال ۱۹۳۲، با نماد سه پیکان، نشان دهنده مقاومت در برابر محافظه کاری ارتجاعی، نازیسم و کمونیسم شوروی، با شعار "علیه پاپن، هیتلر، تالمان "

این سازمان اولین تجمع خود را در ۱۰ ژوئیه ۱۹۳۲ در برلین پایتخت جمهوری وایمار برگزار کرد. آرم دو پرچم آن، توسط اعضای انجمن انقلابی هنرمندان تجسمی، ماکس گبهارد و ماکس کایلزون همچنان به عنوان نماد ضد فاشیسم باقی مانده‌است.
تخمین اینکه چه تعداد از افراد عضو آکسیون آنتی‌فاشیستی بودند، دشوار است زیرا این آکسیون هیچ مکانیزمی برای عضوگیری نداشت. واحدهای دفاع شخصی برای توده سرخ (RMSS) جذب آکسیون شدند و هسته‌های کمیته‌های اتحادیه آنتی‌فاشیستی را تشکیل دادند، که به صورت محلی سازمان یافته بودند. واحدهای دفاع از خود و آکسیون آنتی‌فاشیست در کنار مبارزات خیابانی سیاسی، از بازوهای شبه‌نظامی خود برای ایجاد یک شبکه جامع دفاع شخصی برای گروه‌هایی استفاده کردند که تحت حمله نازی‌ها قرار داشتند، گروه‌هایی همانند حمایت از مستاجرین (Mieterschutz) یکی از این گروه‌ها بود که نازی‌ها سعی فراوانی در خلع ید از آنان داشتند.
حزب کمونیست آلمان با ایجاد آکسیون آنتی‌فاشیست نه تنها می‌خواست یک جنبش داخل حزبی تحت سلطه خود ایجاد کند، بلکه آنها همچنین به‌طور خاص انتخابات رایشتاگ در ۳۱ ژوئیه ۱۹۳۲ را هدف قرار دادند. مبارزات انتخاباتی برای انتخابات ژوئیه به عنوان خشن‌ترین مبارزات انتخاباتی در تاریخ آلمان شناخته می‌شود. درگیری‌های فراوانی بین اعضا و طرفداران حزب کمونیست با نازی‌ها صورت گرفت. پس از انحلال اجباری حزب کمونیست در پی به قدرت رسیدن هیتلر در سال ۱۹۳۳ آکسیون آنتی‌فاشیست به‌صورت زیرزمینی به فعالیت خود ادامه داد.

## میراث
در دوران پس از جنگ، آکسیون آنتی‌فاشیست از جنبش‌ها، گروه‌ها و افراد مختلف در آلمان و همچنین سایر کشورها الهام گرفته‌است که نمادها و برخی از تاکتیک‌های مبارزاتی آنان را به‌طور گسترده‌ای پذیرفته‌ است. گروه‌های ضد فاشیسم مدرن که به عنوان آنتیفا گسترده شناخته می‌شوند، هیچ ارتباط مستقیمی از نظر سازمانی با آکسیون آنتی‌فاشیستی ندارند. گروه‌هایی که از اواخر جنگ جهانی دوم با نام آکسیون آنتی‌فاشیستی یا کمیته‌های آنتی‌فاشیستی نام گرفتند، همه به‌طور خلاصه آنتیفا نامیده می‌شود و به‌طور خودجوش در آلمان در سال ۱۹۴۴ مجدداً ظهور کردند، که عمدتاً شامل پیشکسوتان از احزاب کمونیست و سوسیال دموکرات آلمان در دوران پیش از جنگ بودند در این جنبش، همچنین برخی دیگر از اعضای احزاب سیاسی دموکراتیک و مسیحیانی که مخالف رژیم نازی بودند نیز شرکت داشتند. در سال ۱۹۴۵، کمیته ضد فاشیست در شهر اولبرنهاو شامل سه کمونیست و سه سوسیال دموکرات" بود در حالی که کمیته ضد فاشیست در لایپزیگ ۹ عضو داشت، از جمله  سه عضو لیبرال و مسیحی مترقی.
در کشورهایی مانند آمریکا، انگلیس و فرانسه بعد از تابستان ۱۹۴۵ و پیروزی متفقین، گروه‌های وابسته به آنتیفا به دلیل سیاست‌های ضدکمونیستی این کشورها و همچنین اختلاف‌نظر و تفرقه در درون احزاب کمونیست و سوسیالیست به حاشیه رانده شدند. در آلمان شرقی بعد از جنگ، گروه‌های آنتیفا جذب دولت جدید شدند. در ۱۱ ژوئیه ۱۹۴۵، شوروی اجازه تشکیل جبهه متحد احزاب ضد فاشیست-دموکرات در آلمان شرقی که شامل نمایندگانی از "حزب کمونیست (KPD)، سوسیال دموکرات (SPD)، اتحادیه دموکراتیک مسیحی (CDU) و حزب لیبرال دموکرات (LDP) بود را صادر کرد. "